# Paragraf 219
Paragraf 219 je česká punková kapela.

## O kapele
Kapela vznikla v roce 2004, a hraje velmi rázný punk. Do současné doby vydala 4 CD. Nejčastěji vystupuje ve svém „domovském klubu“ - v Modré Vopici v Praze. Kapela každoročně na přelomu května a června pořádá oslavu svých narozenin právě „ve Vopici“, z níž se za posledních několik let stává menší festival, na kterém účinkuje mnoho známých českých punkových kapel.

## Název
Název Paragraf 219 je odvozen od § 219 bývalého trestního zákona (č. 140/1961 Sb.), který ve svém odstavci 1 definoval skutkovou podstatu trestného činu vraždy: Kdo jiného úmyslně usmrtí, bude potrestán odnětím svobody na deset až patnáct let.
Od roku 2010 je však tato skutková podstata obsažena v novém trestním zákoníku (č. 40/2009 Sb.) v § 140, odst. 1: Kdo jiného úmyslně usmrtí, bude potrestán odnětím svobody na deset až osmnáct let., pod paragrafem 219 nového zákona se skrývá Kdo si přisvojí cizí věc nebo jinou majetkovou hodnotu nikoli nepatrné hodnoty, která se dostala do jeho moci nálezem, omylem nebo jinak bez přivolení osoby oprávněné, bude potrestán odnětím svobody až na jeden rok nebo zákazem činnosti.

## Alba
- Kluk britskej - 2004
- Live shit - 2005
- Vopravdu úroveň - 2006
- Vražda lopatou - 2009
- Pogokoktejl - 2013

## Členové kapely

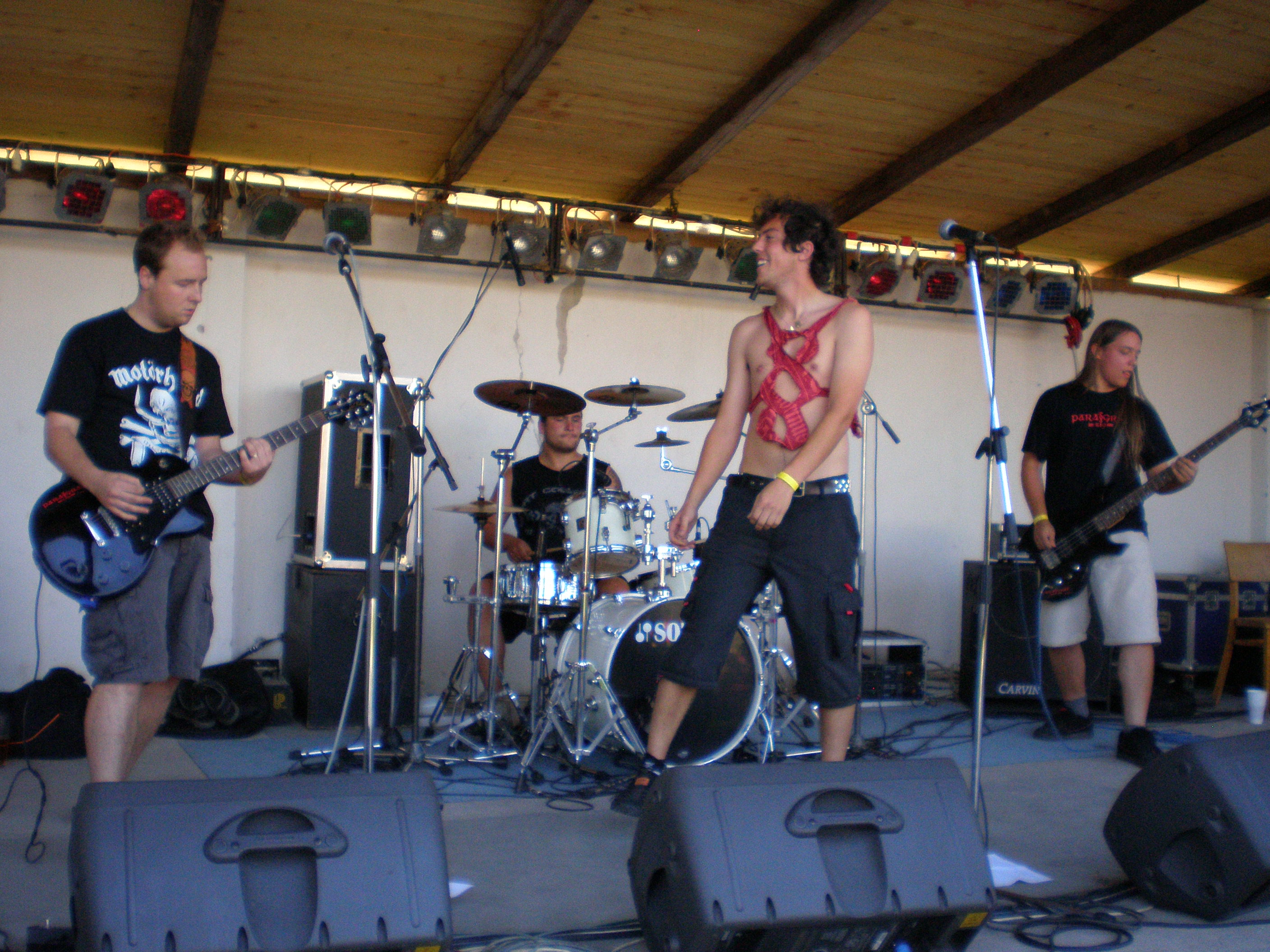
Paragraf 219

- Hanz Piss - zpěv
- Milan Péďa - kytara, zpěv
- Jirka Marda - Dorost - kytara
- Dejw - bicí
- Vláďa Machr - basa

## Oficiální web
- Oficiální web kapely
- Profil kapely na Punk.cz
- Recenze CD Vopravdu úroveň v časopisu Rock a pop (*.jpg)